# Jurriën Hellemans

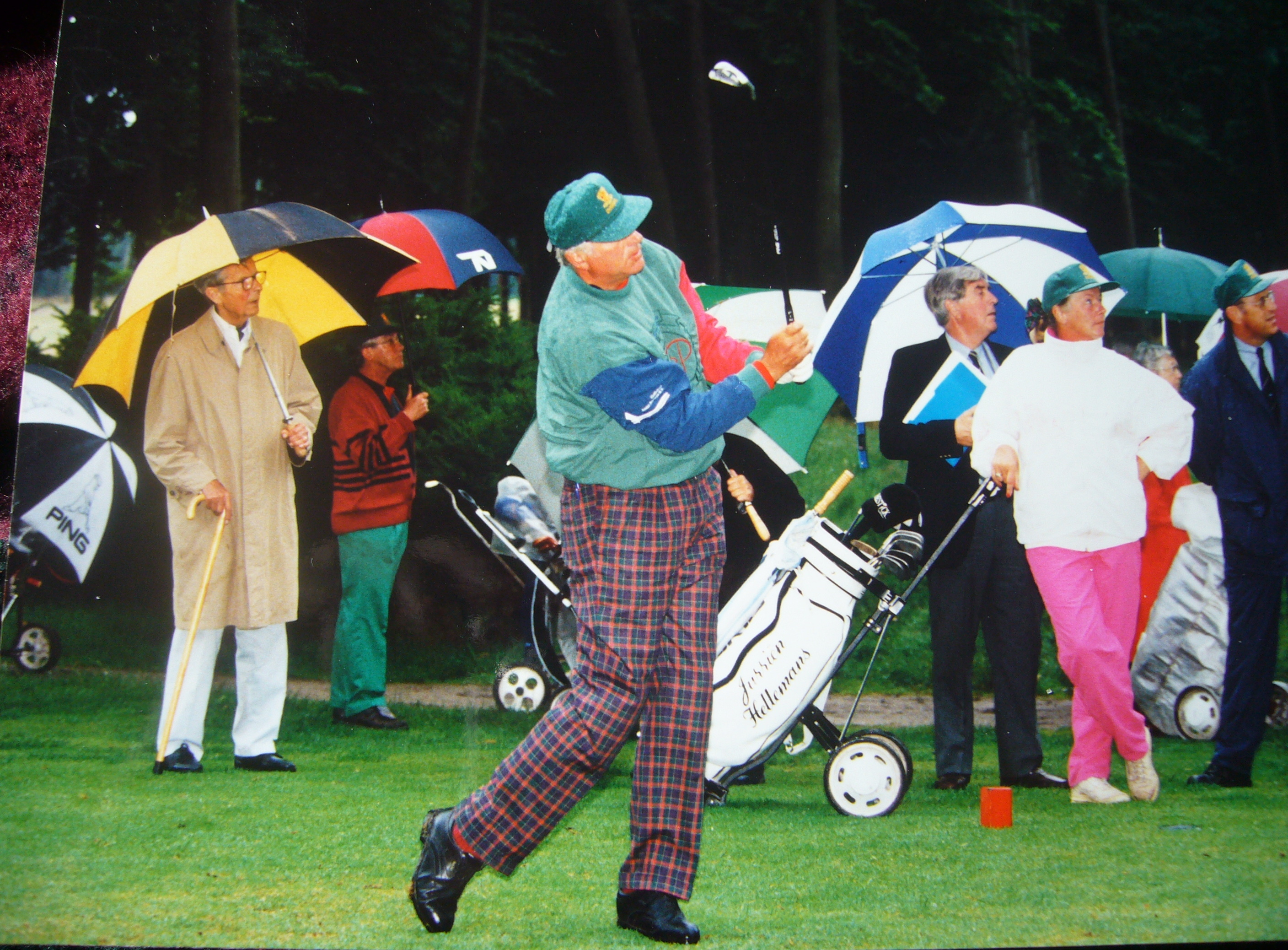
1993 Dormeuil Cup

Jurriën J.H. Hellemans (Utrecht, 26 februari 1942) is een Nederlandse zeiler en golfprofessional.

## Zeiler
Hellemans behaalde vele Nederlandse kampioenschappen en titels in het zeilen. Van 1968 t/m 1972 trainde Hellemans in de Finnjol, F.D. klasse en Tornado klasse voor de Olympische Spelen van 1972. In 1971 bij de pré-Olympische Spelen in Kiel werd hij 8ste in de F.D. Klasse. In 1972 moest hij vanwege een acute hernia aan zijn rug worden geopereerd, en kon hij niet uitkomen op de spelen. Van 1973 t/m 1976 had hij geen eigen boot. Hij zeilde wedstrijden als gaststuurman op zeegaande jachten en won diverse kampioenschappen. In 1977 had hij weer een eigen boot, een ½ tonner met een lengte van 9.10 m., en met dezelfde naam als zijn vorige schepen, De Lamstraal van Kats. Sinds 1982 had hij geen boot meer, en ging hij golfen.

## Palmares als zeiler
- 1963: winnaar NK Vrijheidsklasse;
- 1964: winnaar NK Vrijheidsklasse;
- 1965: winnaar NK Spankerklasse;
- 1966: 2de bij NK Schakelklasse;
- 1967: 2de bij NK OK-klasse ;
- 1977: winnaar Verbondsbezem in I:O.R. klasse 5, zogenaamde ½ ton klasse.
- 1978: winnaar Verbondsbezem in I.O.R. klasse 5, zogenaamde ½ ton klasse.
- 1979: winnaar Verbondsbezem in I.O.R. klasse 5, zogenaamde ½ ton klasse.
- 1979: 4de bij WK in Scheveningen;
- 1980: 2de bij de Flevo race in de I.O.R. klasse 4, ¾ ton klasse, lengte 10,30 m
- 1980: 2de bij de Delta race in de I.O.R. klasse 4, ¾ ton klasse, lengte 10,30 m
- 1980: 3de bij WK in La Trinité-sur-Mer.

## Golfer

### Golfprofessional
Hellemans ging in 1979 golf spelen op de Domburgsche Golf Club.

Na het faillissement van de jachtzeilmakerij in 1985 besluit hij, in overleg met Henk Heyster van de NGF, om de eerste golfmanager in Nederland worden. Op aanraden van de NGF wordt hij eerst golfprofessional, en ging in de leer bij André Jeurissen op Golfbaan Welschap. André Jeurissen veranderde samen met zijn vrouw de oude voetbalvelden van PSV in de huidige Golfbaan Welschap.

In 1993 en 1994 speelde hij de Dormeuil Cup op Golfclub de Dommel, waar hij in 1994 op de tweede plaats eindigde.

### Amateur
In 1995 werd hij weer amateur en won diverse clubkampioenschappen:
- 1998 en 2001: strokeplay heren
- 2000 en 2002: matchplay heren
- 2001, 2003 en 2004: strokeplay senioren
- 2001 en 2002: foursome met Willem Dusee (1986), ook veelvuldig clubkampioen.

## Personalia
Hellemans woont sinds 2005 in Colijnsplaat. Hij is lid van de Domburgsche Golf Club, waar hij in 2007 en 2008 clubkampioen werd.